# Distrito de Września
Września (polaco: powiat wrzesiński) es un distrito (powiat) del voivodato de Gran Polonia (Polonia). Fue constituido el 1 de enero de 1999 como resultado de la reforma del gobierno local de Polonia aprobada el año anterior. Limita con otros seis distritos de Gran Polonia: al noroeste con Poznań, al norte con Gniezno, al este con Słupca, al sudeste con Pleszew, al sur con Jarocin y al oeste con Środa Wielkopolska; y está dividido en cinco municipios (gmina): cuatro urbano-rurales (Miłosław, Nekla, Pyzdry y Września) y uno rural (Kołaczkowo). En 2011, según la Oficina Central de Estadística polaca, el distrito tenía una superficie de 703,57 km² y una población de 75 125 habitantes.